# Егоров, Борис Аркадьевич
Борис Аркадьевич Егоров (1889—1963) — советский терапевт.

## Биография
Родился в Москве в 1889 году, в дворянской семье. Отец, невролог Аркадий Александрович Егоров, рано умер от чахотки. Борис воспитывался в доме деда по материнской линии, Н. И. Стуковенкова.
В 1908 году окончил 10-ю московскую гимназию, в 1913 году — медицинский факультет Московского университета. Был зачислен экстерном в факультетскую терапевтическую клинику, которой руководил Н. Ф. Голубов. Во время Первой мировой войны был полковым врачом на Западном фронте; с 1917 по 1919 годы работал терапевтом в госпиталях Красной армии. В это время написал своё первое научное сочинение — о цинге.
С 1919 года был ординатором, а затем ассистентом (1922—1924) Д. Д. Плетнёва в факультетской терапевтической клинике 1-го МГУ. Вместе с Плетнёвым он перешёл на кафедру госпитальной
терапии, где с 1928 года стал старшим ассистентом этой кафедры и приват-доцентом по курсу внутренних болезней. Вместе с Плетнёвым он и ушёл из университета в 1929 году. 
С 1929 года был консультантом МОКИ, с 1932 – профессор Научно-исследовательского педагогического института, с 1934 — начальник лечебно-терапевтической части и профессор Московского коммунистического военного госпиталя (затем — Главный военный клинический госпиталь имени Н. Н. Бурденко). Кроме того, Б. А. Егоров работал в клиниках Всесоюзного института экспериментальной медицины (ВИЭМ) им. М. Горького и Центрального управления социального страхования (ЦУСТРАХ), в поликлинике Центральной комиссии по улучшению быта учёных (ЦЕКУБУ) при СНК РСФСР и других лечебных учреждениях Москвы.
В отечественную справочную литературу Б. А. Егоров вошел, описав тонзиллогенную миокардиодистрофию — синдром, получивший его имя.
Первые работы Б. А. Егорова были посвящены проблемам гематологии: изучал свёртываемость крови при сыпном тифе, разрабатывал лабораторные методы исследования крови, изобрёл аппарат для определения свёртываемости крови.
В 1925 году на 8-м Всесоюзном съезде терапевтов он выступил с докладом об эндокардитах и их патогенезе. На следующем, 9-м съезде, в 1926 году, он сделал доклад «О прижизненном диагнозе инфарктов миокарда», который был опубликован в 1927 году в журнале «Клиническая медицина». Егоров, в отличие от своего учителя дифференцировал приступы грудной жабы и инфаркт миокарда, внеся необходимую терминологическую поправку: «Строго говоря, Образцов, Стражеско, Плетнев и другие диагностировали, конечно, не тромбоз. Кровяную пробку диагностировать как таковую нельзя… описанный синдром принадлежит не тромбозу артерий, а инфаркту миокарда». На 11-м съезде, в 1931 году, он продемонстрировал прибор для определения венозного давления крови и давления спинномозговой жидкости; на 13-м съезде, в 1947 году, выступил с докладом о клинике язвенной болезни. В 1930 году он опубликовал монографию «Сердце и гриппозное воспаление зубов и миндалин» (Москва : Изд-во журн. «Русская клиника», 1930. — 108, [1] с. вкл. ил.). В 1934 году был опубликован написанный Б. А. Егоровым 3-й том «Руководства по ревматизму» (Москва ; Ленинград : Медгиз, 1934. — 215 с. : ил.), посвящённый ревматизму сердца. К концу 1930-х годов у него уже было опубликовано более 150 научных работ.
Б. А. Егоров был глубоко верующим человеком и в силу этого критически относился к советской власти. Большая доля его обширной частной практики приходилась на высшее духовенство Русской православной церкви. По воспоминаниям его племянника, «больные, как говорится, валили к нему валом. В кабинете, где он принимал больных, был огромный киот с иконами и портрет патриарха». Когда был репрессирован его учитель Д. Д. Плетнёв, Егоров не только отказался «обличать» учителя, но и помогал его семье, несмотря на то, что его родной брат Л. А. Егоров также был арестован в 1937 году. Уже после войны, в начале 1952 года, во время подготовки органами госбезопасности знаменитого «дела врачей», он был арестован и помещён в одиночную камеру на Лубянке. После смерти И. В. Сталина его, как и других участников этого «дела», выпустили на свободу, вернув ему орден Ленина.
Умер в 1963 году от инфаркта миокарда.